# Hammarby gamla apotek

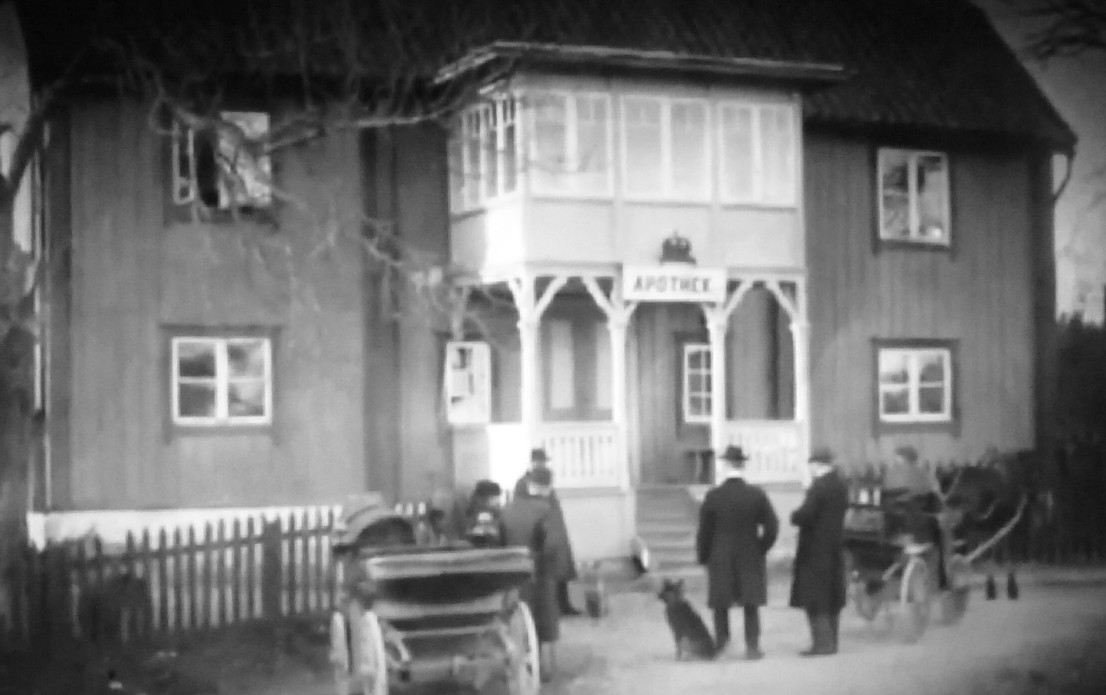
Hammarby Apothek

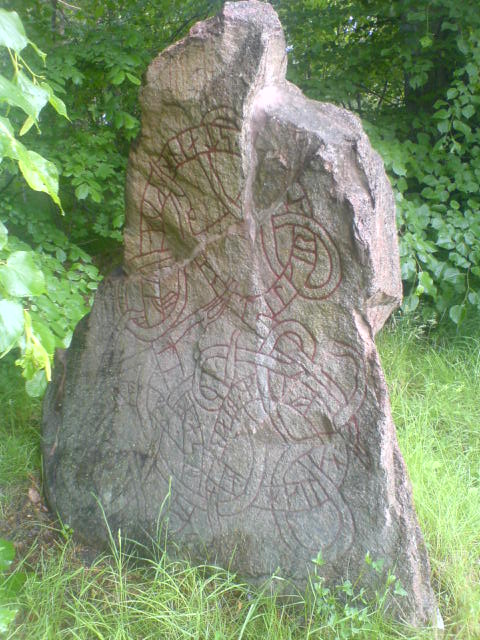
Upplands runinskrifter 277

Hammarby gamla apotek är en byggnad vid "Vägskälet" i tidigare Hammarby socken i Vallentuna härad i Uppland, som tidigare var apotek utmed landsvägen mellan Stockholm och Uppsala. Nuvarande adress är Väsbyvägen i Upplands Väsby.
På platsen för Gamla apoteket fanns en krog redan på 1600-talet. Åtminstone under 1770-talet var namnet för värdshuset och själva platsen där värdshuset låg Pickhus. 
Den gamla krogstugan revs i början av 1900-talet.
Vid samma tid som järnvägen drogs genom bygden i mitten av 1860-talet, och stationssamhället  Upplands Väsby växte upp, öppnades ett apotek på platsen. Apoteket flyttade ut 1967, varefter byggnaden uppläts av kommunen till konstnärer och konsthantverkare. Huset har senare inrymt Picchus Café, en konstnärsateljé och en instrumentmakare.

## Runsten
Vid Hammarby gamla apotek står runstenen Upplands runinskrifter 277

## Mordet 1913
Huvudartikel: Hammarbymordet
Den 1 december 1913 skedde ett ouppklarat mord i farstun till apoteket, varvid apotekaren Johan Hallbergsson mördades med ett knivhugg i bröstet av en inte identifierad mansperson. Vid detta tillfälle skadades också apotekarfamiljens hembiträde Ebba svårt.